# La Vérité sur Jack
Pour les articles homonymes, voir You Don't Know Jack (homonymie).
Pour plus de détails, voir Fiche technique et Distribution.
La Vérité sur Jack (You Don't Know Jack) est un téléfilm de procès américain réalisé par Barry Levinson et diffusé aux États-Unis en avril 2010 sur HBO. En France, le téléfilm a été diffusé en septembre 2010 sur Orange Cinémax, et en décembre 2011 sur Ciné+ Premier.
Le film est basé sur la vie de Jack Kevorkian, surnommé Dr Death.

## Synopsis
Au début des années 1990 aux États-Unis, l'euthanasie active n'a pas d'existence légale. Le médecin Jack Kevorkian commence à pratiquer le suicide assisté sur des patients souhaitant mourir : il fabrique un appareil qui permet à un patient de déclencher lui-même une injection létale. Il est poursuivi en justice plusieurs fois, mais gagne à chaque fois.
Souhaitant pousser le débat plus loin, il finit par injecter lui-même les substances létales à un patient. Son geste est médiatisé par un reportage de l'émission télévisée 60 Minutes. Un nouveau procès s'engage, qu'il perd cette fois. Il est condamné à plusieurs années de prison. Il est libéré au bout de huit ans.

## Fiche technique
Sauf indication contraire, les informations mentionnées dans cette section peuvent être confirmées par la base de données cinématographiques IMDb,  présente dans la section « Liens externes ».
- Titre original : You Don't Know Jack
- Titre français : La Vérité sur Jack
- Réalisation : Barry Levinson
- Scénario : Adam Mazer
- Direction artistique : Mark Ricker
- Décors : Rena DeAngelo
- Costumes : Rita Ryack
- Photographie : Eigil Bryld
- Montage : Aaron Yanes
- Musique : Marcelo Zarvos
- Production : Scott Ferguson

Producteurs délégués : Lydia Dean Pilcher, Tom Fontana, Steve Lee Jones, Barry Levinson et Glenn Rigberg
Producteurs associés : Drew Gallagher, Stephen Markey III et Troy Powers
- Sociétés de production : Bee Holder Productions, Cine Mosaic, HBO Films et Royal Oak Films
- Société de distribution : HBO (États-Unis)
- Pays de production :  États-Unis
- Langue originale : anglais
- Format : couleur et noir et blanc — 1.78:1 — 35 mm
- Genre : drame, biographie
- Durée : 134 minutes
- Dates de diffusion à la télévision[1] : 
  - États-Unis : 24 avril 2010
  - France : 3 septembre 2010

## Distribution

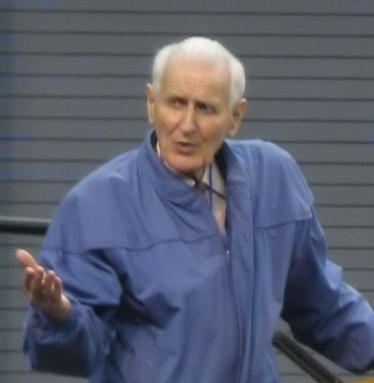
Jack Kevorkian

- Al Pacino (VF : José Luccioni) : Dr Jack Kevorkian
- Brenda Vaccaro (VF : Annie Le Youdec) : Margo Janus
- John Goodman (VF : Jacques Frantz) : Neal Nicol
- Deirdre O'Connell : Linda
- Todd Susman : Stan Levy
- Adam Lubarsky : Brian Russell
- Jennifer Mudge : la reporter
- Susan Sarandon (VF : Béatrice Delfe) : Janet Good
- Danny Huston (VF : Lionel Tua) : Geoffrey Fieger
- James Urbaniak (VF : Eric Legrand) : Jack Lessenberry
- Rutanya Alda : Vendor
- Jeremy Bobb : David Rivlin